# Hermann Martens
Hermann Martens (ur. 16 kwietnia 1877 w Elsterbergu, zm. w 1916) – niemiecki kolarz torowy, wicemistrz olimpijski.

## Kariera
Największy sukces w karierze Hermann Martens osiągnął w 1908 roku, kiedy wspólnie z Maxem Götze, Karlem Neumerem i Richardem Katzerem wywalczył srebrny medal w drużynowym wyścigu na dochodzenie podczas igrzysk olimpijskich w Londynie. Na tych samych igrzyskach wystartował jeszcze w czterech konkurencjach kolarskich, ale w każdym przypadku plasował się poza czołową dziesiątką. Srebrny medal w drużynie był jedynym trofeum wywalczonym przez Martensa na międzynarodowej imprezie tej rangi. Nigdy nie zdobył medalu na torowych mistrzostwach świata, zdobywał za to medale torowych mistrzostw kraju, w tym złote na dystansie 25 km w latach 1905 i 1906.